# Історія психології

## Предмет і методи історії психології
Предметом історії психології є закономірності формування і розвитку поглядів на психіку, які розглядаються в розрізі різних підходів до розуміння психічної реальності. Предмет історії психології відрізняється від предмета психології, тому їх необхідно розмежовувати. Предметом психології як науки служать факти, механізми і закономірності психічного життя. Протягом багатьох століть психологія фактично була одним з розділів філософії. Після виділення психології як окремої науки наприкінці XIX — на початку XX ст. вона зберегла зв'язок з філософією, який часом слабшає, часом посилювалася. Крім того, на психологію вплинули досягнення природознавства, медицини, етнографії, соціології, теорії культури, мистецтвознавства, математики, логіки, мовознавства. З цієї причини в історії психології аналізується взаємодія даної науки з іншими науками, але пріоритет має зв'язок психології з філософією і природознавством.
Методи, використовувані в історії психології, істотно відрізняються від методів загальної психології. Якщо основними методами в психології є спостереження, тестування та експеримент, то в історії психології використовуються історико-генетичний метод, історико-функціональний метод, біографічний і автобіографічний метод, метод систематизації психологічних висловлювань, метод інтерв'ювання та ін. В останні десятиліття в історії психології набувають поширення методи категоріального аналізу.
Основний метод історії психології — теоретична реконструкція, при використанні якої наукові системи минулого і програми отримання, обґрунтування і систематизації психологічних знань описуються і критично аналізуються в співвіднесенні з досягненнями сучасної психології.Значимість аналізу наукових посилань з метою вивчення стану і розвитку психологічних досліджень обмежена, так як частота цитування залежить не тільки від об'єктивної цінності наукової публікації, а й від ряду інших обставин. Наприклад, про російську психологію за кордоном мало що відомо через мовні бар'єри. Таким чином, аналіз наукових посилань може застосовуватися в історії психології лише в поєднанні з іншими методами.

## Психологічне знання в рамках інших наукових дисциплін (IV—V століття до нашої ери— 60-ті роки XIX століття)
Як відзначають Д. Шульц і С. Шульц, психологія є одночасно однією з найдавніших і однією з наймолодших наук. Духовної предтечею психології стали багато науки давнини, однак вихідна точка формування сучасного наукового підходу відноситься до 1879 року.

### Вчення про душу (V століття до нашої ери— початок XVII століття)
Вчення про  душі ( грец.  Ψυχή ) складалося в рамках  давньогрецької філософії і  медицини. Нові уявлення про душу були не  релігійними, а світськими, відкритими для всіх, доступними для раціональної критики. Мета побудови вчення про душу полягала у виявленні властивостей і закономірностей її існування.
Найважливіші напрямки розвитку уявлень про душу пов'язані з вченнями Платона (427—347 роки до нашої ери) і Аристотеля (384—322 роки до нашої ери). Платон провів межу між матеріальним, речовим, смертним тілом і нематеріальною, безсмертною душею. Індивідуальні душі — недосконалі образи єдиної універсальної світової душі — володіють частиною універсального духовного досвіду, пригадування якого становить суть процесу індивідуального пізнання. Це вчення заклало основи філософської теорії пізнання і визначило орієнтацію психологічного знання на рішення власне філософських, етичних, педагогічних і релігійних проблем.
Відповідно до Аристотеля, душа — форма живого органічного тіла, що забезпечує його призначення. Душа є основа всіх життєвих проявів, вона невіддільна від тіла. Це положення суперечить вченню Платона про вселення душ при народженні і закінчення їх при смерті. Але обидва вчення єдині в тому, що душа визначає мету активності живого тіла. Аристотель говорив про три типи душ — рослинну, тваринну і розумну (людську), які представляють три ступені життя, що володіють спадкоємністю. Людська душа дозволяє робити умовиводи, що лежать в основі вищої пам'яті, довільного, вільного вибору.
Учень Платона, послідовник Аристотеля Теофраст (372—287 роки до нашої ери) дав опис 30 різних характерів, і поклав початок окремої лінії в популярній психології, представником якої в наш час є Дейл Карнегі.
Гіппократ (приблизно 460—377 роки до нашої ери) сформулював положення, що органом мислення і відчуттів є мозок. Він розробив вчення про темпераменти і першим запропонував типологію темпераментів, засновану на особливостях змішання рідин в організмі людини (крові, слизу, жовтої та чорної жовчі).
У III—V століття нашої ери в роботах Плотіна (205—270 роки), Аврелія Августина (354—430 роки) і ранньохристиянських філософів і теологів в якості предмета дослідження виділяється внутрішній світ людини, можливості самопізнання, вперше з'являються описи феноменів свідомості.
Френсіс Бекон (1561—1626 роки) вперше відмовився від умоглядних висновків про природу душі і прийшов до висновку про необхідність емпіричних досліджень. Бекон відділив науку про тіло від науки про душу, у вченні про душу виділив науку про раціональну божественну душу і душу нераціональну, що відчуває, тілесну, загальну для людини і тварин. Найважливіші нові складові про душу, введені Беконом, — уявлення про роль суспільства і знарядь в процесах пізнання.

## Філософська теорія пізнання (середина XVII століття— середина XIX століття)
Новий період у розвитку психологічного знання настав з вченням Рене Декарта (1596—1650 роки), в якому вперше був використаний термін «свідомість». Свідомість розглядалося як критерій, що розділяє тіло і душу. Критерієм існування була названа інтроспекція. Згідно з критерієм інтроспекції душею володіє тільки людина, а тварини не мають душі і діють як механічні пристрої. Для пояснення власне тілесних дій у тварин і людини Декарт ввів уявлення про рефлекс, у якому був реалізований принцип механістичного детермінізму. Суть рефлексу, по Декарту, полягає в тому, що зовнішні впливи за допомогою переміщення тваринних душ по нервах призводять до напруги певних м'язів, що і являє собою дію організму. За Декартом, душа призводить тіло в рух, а тіло поставляє душі чуттєві враження.